# Formazione dei James Gang
| 1966        | - Greg Grandillo: chitarra - Ronnie Silverman: chitarra - Tom Kriss: basso, percussioni, voce - Jimmy Fox: batteria, percussioni, tastiera, voce - Phil Giallombardo: tastiera, voce                                                                                        |
| 1966        | - Dennis Chandler: chitarra - Ronnie Silverman: chitarra - Tom Kriss: basso, percussioni, voce - Jimmy Fox: batteria, percussioni, tastiera, voce - Phil Giallombardo: tastiera, voce                                                                                       |
| 1966        | - "Mouse": chitarra - Ronnie Silverman: chitarra - Tom Kriss: basso, percussioni, voce - Jimmy Fox: batteria, percussioni, tastiera, voce - Phil Giallombardo: tastiera, voce                                                                                               |
| 1966 – 1967 | - Ronnie Silverman: chitarra - Glenn Schwartz: chitarra - Tom Kriss: basso, percussioni, voce - Jimmy Fox: batteria, percussioni, tastiera, voce - Phil Giallombardo: tastiera, voce                                                                                        |
| 1967        | - Glenn Schwartz: chitarra, voce - Bill Jeric: chitarra - Tom Kriss: basso, percussioni, voce - Jimmy Fox: batteria, percussioni, tastiera, voce - Phil Giallombardo: tastiera, voce                                                                                        |
| 1968        | - Joe Walsh: chitarra, tastiera, voce - Bill Jeric: chitarra - Tom Kriss: basso, percussioni, voce - Jimmy Fox: batteria, percussioni, tastiera, voce - Phil Giallombardo: tastiera, voce                                                                                   |
| 1968        | - Joe Walsh: chitarra, tastiera, voce - Ronnie Silverman: chitarra - Tom Kriss: basso, percussioni, voce - Jimmy Fox: batteria, percussioni, tastiera, voce - Phil Giallambardo, tastiera                                                                                   |
| 1968 – 1969 | - Joe Walsh: chitarra, tastiera, voce - Tom Kriss: basso chitarra, percussioni, voce - Jimmy Fox: batteria, percussioni, tastiera, voce |
| 1969        | - Joe Walsh: chitarra, tastiera, voce - Tom Kriss: basso, percussioni, voce - Jimmy Fox: batteria, percussioni, tastiera, voce - Kenny Weiss: voce |
| 1969        | - Joe Walsh: chitarra, tastiera, voce - Tom Kriss: basso chitarra, percussioni, voce - Jimmy Fox: batteria, percussioni, tastiera, chitarra, voce |
| 1969 – 1971 | - Joe Walsh: chitarra, tastiera, percussioni, voce - Dale Peters: basso, chitarra, percussioni, voce - Jimmy Fox: batteria, percussioni, tastiera, chitarra, voce |
| 1971 – 1973 | - Domenic Troiano: chitarra, cori - Roy Kenner: voce, armonica, percussioni - Dale Peters: basso, percussioni, voce - Jimmy Fox: batteria, percussioni, tastiera, voce |
| 1973 – 1974 | - Tommy Bolin: chitarra, sintetizzatore, voce - Roy Kenner: voce, armonica, percussioni - Dale Peters: basso, percussioni, voce - Jimmy Fox: batteria, percussioni, tastiera, voce                                                                                          |
| 1975 – 1976 | - Richard Shack: chitarra, voce - Bubba Keith: chitarra, voce - Dale Peters: basso, percussioni, voce - Jimmy Fox: batteria, percussioni, tastiera, voce |
| 1976 – 1977 | - Bob Webb: chitarra, voce - Dale Peters: basso, percussioni, voce - Jimmy Fox: batteria, percussioni, tastiera, voce - Phil Giallombardo: tastiera, voce |
| 1977 – 1996 | Gruppo musicale non attivo |
| 1996 1998   | - Joe Walsh: chitarra, tastiera, voce - Dale Peters: basso, percussioni, voce - Jimmy Fox: batteria, percussioni, tastiera, voce |
| 2001 2005   | - Joe Walsh: chitarra, tastiera, voce - Dale Peters: basso, percussioni, voce - Jimmy Fox: batteria, percussioni, tastiera, voce - Mark Avsec: tastiera |
| 2006        | - Joe Walsh: chitarra, mandolino, tastiera, sintetizzatore, voce - Dale Peters: basso, percussioni, voce - Jimmy Fox: batteria, percussioni, tastiera, voce - Bill Appleberry: tastiera, sintetizzatore - Gia Ciambetti: cori - Robbyn Kirmsse: cori - Stacy Michelle: cori |